# Spiaggia di Ziu Santoru
La spiaggia di Ziu Santoru è situata a sud dell'abitato di Cala Gonone, in territorio di Dorgali ed è raggiungibile solo a piedi o via mare. È una spiaggia ciclica in cui la sabbia non si trova tutti gli anni. 
Nel versante nord è presente una profonda grotta abitata sin dal periodo nuragico e strettamente collegata all'insediamento che era situato nell'entroterra. La vegetazione è rigogliosa e la falesia a ridosso della spiaggia ha un colore bianco e cangiante a seconda della luce del giorno. L'avvicinamento è consentito solo a piedi dal sentiero che parte dalla spiaggia di Cala Fuili e arriva fino a Cala Luna. 
Dal 2016 è presente un cordino galleggiante che separa la zona di balneazione da quella di ormeggio delle imbarcazioni. L'avvicinamento dei natanti è consentito a remi non essendo presente una corsia di avvicinamento in spiaggia.